# 椎葉村立不土野小学校
椎葉村立不土野小学校（しいばそんりつ ふどのしょうがっこう）は、宮崎県東臼杵郡椎葉村大字不土野にある公立の小学校。

## 概要
歴史
1874年（明治7年）創立の「不土野小学校」を前身とする。現校名となったのは1947年（昭和22年）。2024年（令和6年）には創立150周年を迎えた。
校章
校歌
1960年（昭和35年）制定。作詞・作曲ともに鴻上一義による。歌詞は3番まであり、各番歌詞中に校名の「不土野校」が登場する。
特色
1990年（平成2年）から、表現力を高めることを目的として、当時の不土野小学校教諭の発案で「子ども落語」の指導が行われており、テレビ番組の取材を受けることがあった。
通学区域
「椎葉村大字不土野」。中学校区は椎葉村立椎葉中学校。

## 沿革
- 1874年（明治7年）10月18日 - 民家を校舎とし、授業を開始。「人民共立不土野小学校」と称する。
- 1879年（明治12年）6月 - 校舎を新築の上、移転を完了。
- 1886年（明治19年）- 小学校令施行により、簡易科（3年制）を設置の上、「簡易不土野小学校」に改称。
- 1889年（明治22年）5月1日 - 町村制施行により、西臼杵郡4村（不土野・大河内・松尾・下福良）が合併の上、「椎葉村」が発足。
- 1890年（明治23年）- 尋常科（4年制）を設置の上、「尋常不土野小学校」に改称。
- 1892年（明治25年）4月 - 「不土野尋常小学校」に改称。
- 1893年（明治26年）12月 - 校舎を改築。
- 1908年（明治41年）4月 - 改正小学校令により、尋常科（義務教育年限）が4年制から6年制に改められる。尋常科5年を新設。
- 1909年（明治42年）
  - 4月 - 尋常科6年を新設。
  - 5月 - 校舎を改築。
- 1911年（明治44年）6月 - 職員住宅が完成。
- 1926年（大正15年）3月 - 木造校舎1棟を増築。
- 1941年（昭和16年）4月1日 - 国民学校令施行により、「椎葉村不土野国民学校」と改称。尋常科を初等科に改める。
- 1947年（昭和22年）4月1日 - 学制改革（六・三制の実施）により、新制小学校「椎葉村立不土野小学校」（現校名）に改称。
- 1952年（昭和27年）10月 - 現在地に校舎を新築の上、移転を完了。
- 1960年（昭和35年）2月23日 - 校歌を制定。
- 1969年（昭和44年）1月 - 完全給食を開始。
- 1974年（昭和49年）
  - 9月 - 水泳プールが完成。
  - 11月3日 - 創立100周年記念式典を挙行。
- 1981年（昭和56年）2月 - 校舎およびへき地集会室が完成。
- 1982年（昭和57年）6月 - 門柱および村内地図を設置。
- 1990年（平成2年）- 子ども落語の指導を開始[1]。
- 1992年（平成4年）7月 - 椎葉村営バス不土野線開通式典が体育館で行われる。
- 1993年（平成5年）
  - 7月 - 柳田国男ゆかりサミット賞を受賞。
  - 10月 - 新水源池工事・学校池の改修を実施。
- 1996年（平成8年）
  - 2月 - 給食室を新築。
  - 3月 - 百葉箱を設置。
- 1998年（平成10年）10月 - 読売テレビ「遠くへ行きたい」が落語を取材。
- 2000年（平成12年）3月 - 運動場に不土野保育所が完成。
- 2002年（平成14年）
  - 3月 - 標柱を整備。
  - 9月 - 運動場を整備。
- 2004年（平成16年）8月 - 河川駐車場が完成。
- 2006年（平成18年）3月 - 門柱を設置。
- 2007年（平成19年）
  - 3月 - 学校横道路を拡張。
  - 6月 - 読売テレビ「遠くへ行きたい」の取材を受ける（2度目）。
  - 9月 - 朝日放送テレビ「朝だ!生です旅サラダ」の取材を受ける。
- 2010年（平成22年）2月 - 子ども落語指導20周年記念祝賀会が開催される。
- 2013年（平成25年）10月 - テレビ朝日「ナニコレ珍百景」の取材を受ける。
- 2014年（平成26年）7月 - 新校舎建設に伴い、体育館内に仮教室を設置。
- 2015年（平成27年）
  - 2月 - 新校舎が完成。
  - 3月 - プールを改修。
- 2020年（令和2年）6月 - 体育館を改修。
- 2025年（令和7年）2月9日 - 創立150周年記念式典を挙行。

## 交通
最寄りのバス停留所
- 椎葉村営バス 不土野線「不土野小学校前」バス停

最寄りの幹線道路
- 宮崎県道142号上椎葉湯前線

## 周辺
- 大河内保育所
- 不土野公民館
- 不土野川